# 七月的人民
《七月的人民》（英語：July's People）是南非作家納丁·戈迪默（1991年诺贝尔文学奖获得者）于1981年创作的小说。这篇小说创作于南非废除种族隔离政策之前，戈迪默在小说中描述了种族隔离政策将如何终止。這本書出版後立即被當時的南非白人政府列為禁書。

## 劇情
小說的背景設定在一場虛構的內戰中，南非黑人用暴力推翻了種族隔離制度。這個故事講述南非一個名為斯邁爾斯（Smales）的自由主義白人家庭因內戰被迫逃離約翰內斯堡，回到他們的黑人家僕裘利（July，意為七月）的家鄉。莫琳（Maureen）與婦女在田裏工作、挖樹葉及樹根，之後莫琳去看正在皮卡車上工作的裘利。
裘利跟莫琳說，她不應該與那些婦女一起工作，但莫琳卻反問裘利是否擔心自己會把他跟艾倫（Ellen）的事告訴給他的妻子。莫琳只能跟艾倫的妻子瑪莎（Martha）說裘利一直是個好僕人。莫琳很害怕，她意識到原來她一直賦予裘利的尊嚴實際上只是對他的侮辱。艾倫告訴裘利，他與斯邁爾斯一家已被酋長傳召到他的村莊裡。雖然裘利在自己的村莊擁有一定的影響力，但他與斯邁爾斯一家仍須得到酋長的許可才能在村莊留下。